# Rrezart Cungu
Rrezart Cungu (ur. 18 lipca 1998 w Barze lub w Ulcinju) – czarnogórski tenisista narodowości albańskiej, reprezentant Czarnogóry w Pucharze Davisa.

## Życiorys
Studiował na Wake Forest University, 1 stycznia 2018 roku dołączył do uniwersyteckiego klubu tenisowego. W czerwcu 2018 spotkał się z prezydentem Stanów Zjednoczonych Donaldem Trumpem.

## Życie prywatne
Syn byłego burmistrza Ulcinja Nazifa Cungu.